# Manuel Eckel
Manuel Eckel (* 13. Dezember 1985 in Paderborn) ist ein deutscher Fußballspieler.

## Karriere
Seine Karriere begann Manuel Eckel in den Jugendmannschaften von TuRa Elsen und SC Paderborn. 2004 verließ er die zweite Mannschaft des SC und spielte anschließend drei Jahre für den Delbrücker SC. Nach einem Jahr beim FC Gütersloh 2000 ging es 2008 weiter zum SV Lippstadt 08 in die Westfalenliga. Während er dort im ersten Jahr eine durchschnittliche Saison mit 13 Tore in 24 Spielen hinter sich brachte drehte er im zweiten Jahr auf und konnte in 33 Westfalenliga-Spielen 40 Tore erzielen. Daraufhin weckte er die Begierlichkeiten von höherklassigen Vereinen der Region. Da der SV Lippstadt den Stürmer aber nicht ohne Ablösesumme abgeben wollte, geriet man in einen Streit, der damit endete, dass Eckel sich langfristig krankschreiben ließ, um nicht mehr für den Verein auflaufen zu müssen.
Im Januar 2011 wurde Eckel zum Drittligisten Rot Weiss Ahlen ausgeliehen. In der Saison 2011/12 kehrte er nach Lippstadt zurück, wurde aber nicht mehr berücksichtigt. Am 12. Juni 2012 wurde bekannt, dass Eckel wieder für den FC Gütersloh 2000 in der Oberliga Westfalen auflaufen wird. Den bis zum Saisonende laufenden Vertrag verlängerte der Verein mit Eckel nicht. Stattdessen wechselte Eckel zum Oberligaaufsteiger SV Rödinghausen, mit dem er 2013/14 in die Regionalliga aufstieg. In der Saison 2014/15 lief Eckel erneut für den Verbandsligisten Delbrücker SC auf, bevor er sich dem Bielefelder Westfalenligisten VfL Theesen anschloss.